# Junioren-Badmintonpanamerikameisterschaft 2010
Die Junioren-Badmintonpanamerikameisterschaft 2010 fand vom 8. bis zum 11. August 2010 in Santo Domingo statt.

## Medaillengewinner der U19
| Disziplin    | Gold                               | Silber                        | Bronze                                     |
| ------------ | ---------------------------------- | ----------------------------- | ------------------------------------------ |
| Herreneinzel | Nyl Yakura                         | Luíz dos Santos               | William Cabrera                            |
| Herreneinzel | Nyl Yakura                         | Luíz dos Santos               | Anthony McNee                              |
| Dameneinzel  | Surabhi Kadam                      | Sharon Ng                     | Josephine Wu                               |
| Dameneinzel  | Surabhi Kadam                      | Sharon Ng                     | Isabel Zhong                               |
| Herrendoppel | Henry Wiebe Nyl Yakura             | Neil Tai-Pow Andrew Wilkinson | Ignacio de Vinatea Sebastian Teran Alcivar |
| Herrendoppel | Henry Wiebe Nyl Yakura             | Neil Tai-Pow Andrew Wilkinson | William Cabrera Wilton Tabares             |
| Damendoppel  | Jaylene Forestier Daneysha Santana | Kally Ho Surabhi Kadam        | Adrianna Giuffre Mikaylia Haldane          |
| Damendoppel  | Jaylene Forestier Daneysha Santana | Kally Ho Surabhi Kadam        | Samantha Li Danae Long                     |
| Mixed        | Nyl Yakura Adrianna Giuffre        | Michael Diamond Surabhi Kadam | Andrew Wilkinson Vanora Lo                 |
| Mixed        | Nyl Yakura Adrianna Giuffre        | Michael Diamond Surabhi Kadam | Brandon Chi Sharon Ng                      |

## Medaillengewinner der U17
| Disziplin    | Gold                            | Silber                              | Bronze                                   |
| ------------ | ------------------------------- | ----------------------------------- | ---------------------------------------- |
| Herreneinzel | Felix Deblois-Beaucage          | Victor Garboggini Moretti           | Nathan Osborne                           |
| Herreneinzel | Felix Deblois-Beaucage          | Victor Garboggini Moretti           | Chetan Potu                              |
| Dameneinzel  | Daneysha Santana                | Kally Ho                            | Vanora Lo                                |
| Dameneinzel  | Daneysha Santana                | Kally Ho                            | Luz María Zornoza                        |
| Herrendoppel | Willian Cheung Kenneth Hui      | Felix Deblois-Beaucage Jackie Yeung | Sam Dunner Nathan Osborne                |
| Herrendoppel | Willian Cheung Kenneth Hui      | Felix Deblois-Beaucage Jackie Yeung | Lee Chern Alan Shekhtman                 |
| Damendoppel  | Qufei Chen Josephine Wu         | Vivian Kwok Vanora Lo               | Ana Paula Campos Luana Vicente           |
| Damendoppel  | Qufei Chen Josephine Wu         | Vivian Kwok Vanora Lo               | Micaela Rivero Luz María Zornoza         |
| Mixed        | Aleandro Roman Daneysha Santana | Gonzalo Duany Micaela Rivero        | Nathan Osborne Josephine Wu              |
| Mixed        | Aleandro Roman Daneysha Santana | Gonzalo Duany Micaela Rivero        | Leonardo Martin Alkimin Ana Paula Campos |

## Medaillengewinner der U15
| Disziplin    | Gold                             | Silber                                                | Bronze                            |
| ------------ | -------------------------------- | ----------------------------------------------------- | --------------------------------- |
| Herreneinzel | Ygor Coelho                      | Italo Hauer Antonacio                                 | Emerson Silva Carvalho            |
| Herreneinzel | Ygor Coelho                      | Italo Hauer Antonacio                                 | Luis Ramón Garrido                |
| Dameneinzel  | Lohaynny Vicente                 | Cherie Chow                                           | Christine Yang                    |
| Dameneinzel  | Lohaynny Vicente                 | Cherie Chow                                           | Camilla García                    |
| Herrendoppel | Pow Hwa Chan Aston Khor          | Italo Hauer Antonacio Luis Eduardo Rodrigues Martinez | Calvin Che Huron Cheng            |
| Herrendoppel | Pow Hwa Chan Aston Khor          | Italo Hauer Antonacio Luis Eduardo Rodrigues Martinez | Ygor Coelho Fabio da Silva Soares |
| Damendoppel  | Kyleigh O’Donoghue Takeisha Wang | Cherie Chow Kelly Truong                              | Rachel Honderich Brittney Tam     |
| Damendoppel  | Kyleigh O’Donoghue Takeisha Wang | Cherie Chow Kelly Truong                              | Camilla García Daniela Zapata     |
| Mixed        | Ygor Coelho Lohaynny Vicente     | Ryan Chew Christine Yang                              | Pow Hwa Chan Victoria Chen        |
| Mixed        | Ygor Coelho Lohaynny Vicente     | Ryan Chew Christine Yang                              | Jin Peng Anna Tang                |

## Medaillengewinner der U13
| Disziplin    | Gold                       | Silber                      | Bronze                                                           |
| ------------ | -------------------------- | --------------------------- | ---------------------------------------------------------------- |
| Herreneinzel | Francisco Treviño          | Shane Wilson                | Vinson Chiu                                                      |
| Herreneinzel | Francisco Treviño          | Shane Wilson                | José Guevara                                                     |
| Dameneinzel  | Micaela Lum                | Priscilla Long              | Vera Costa                                                       |
| Dameneinzel  | Micaela Lum                | Priscilla Long              | Shayene Carvalho                                                 |
| Herrendoppel | Vinson Chiu Brian Duong    | Cadmus Yeo Ethan Zheng      | Andre Luiz Ferreira Do Nascimento Cleyson Nobre Santos           |
| Herrendoppel | Vinson Chiu Brian Duong    | Cadmus Yeo Ethan Zheng      | José Guevara Kenshin Shimabukuro Chia                            |
| Damendoppel  | Priscilla Long Micaela Lum | Vera Costa Shayene Carvalho | Maya Chen Shirleen Chen                                          |
| Damendoppel  | Priscilla Long Micaela Lum | Vera Costa Shayene Carvalho | Jeisiane Carvalho Alves Thainara Maria Borges Da Silva           |
| Mixed        | Vinson Chiu Micaela Lum    | Brian Duong Priscilla Long  | Andre Luiz Ferreira Do Nascimento Thainara Maria Borges Da Silva |
| Mixed        | Vinson Chiu Micaela Lum    | Brian Duong Priscilla Long  | Shane Wilson Iesha Gordon                                        |

## Medaillengewinner der U11
| Disziplin    | Gold                              | Silber                                     | Bronze                                                |
| ------------ | --------------------------------- | ------------------------------------------ | ----------------------------------------------------- |
| Herreneinzel | Donnians Oliveira                 | Bryce Kan                                  | Jonathan Matias                                       |
| Herreneinzel | Donnians Oliveira                 | Bryce Kan                                  | Demetri Francis                                       |
| Dameneinzel  | Michelle Zhang                    | Stephanie Yu                               | Cindy Yuan                                            |
| Dameneinzel  | Michelle Zhang                    | Stephanie Yu                               | Christine Yu                                          |
| Herrendoppel | Donnians Oliveira Jonathan Matias | Robert Huang Bryce Kan                     | Clayton Cayen Raymond Chen                            |
| Herrendoppel | Donnians Oliveira Jonathan Matias | Robert Huang Bryce Kan                     | Uriel Canjura William Chuang                          |
| Damendoppel  | Breanna Chi Cindy Yuan            | Jassica Chang Stephanie Yu                 | Margaret del Rosario Nairoby Abigail Jiménez          |
| Damendoppel  | Breanna Chi Cindy Yuan            | Jassica Chang Stephanie Yu                 | Gleicemar Silva Carvalho Lorena da Silva Costa Vieira |
| Mixed        | Robert Huang Cindy Yuan           | Donnians Oliveira Gleicemar Silva Carvalho | Raymond Chen Nadia Susanto                            |
| Mixed        | Robert Huang Cindy Yuan           | Donnians Oliveira Gleicemar Silva Carvalho | Jourdan Hydol Smith Priyanna Ramdhani                 |